# رولز رويس سيلفر شادو
رولز رويس سيلفر شادو (بالإنجليزية: Rolls-Royce Silver Shadow)‏ هي سيارة فاخرة كبيرة من صناعة رولز رويس موتورز ، تم إنتاجها في بريطانيا أنتجت في 1965 وتوقف إنتاجها في 1980.